# 道後溫泉本館
33°51′7.1″N 132°47′10.4″E / 33.851972°N 132.786222°E

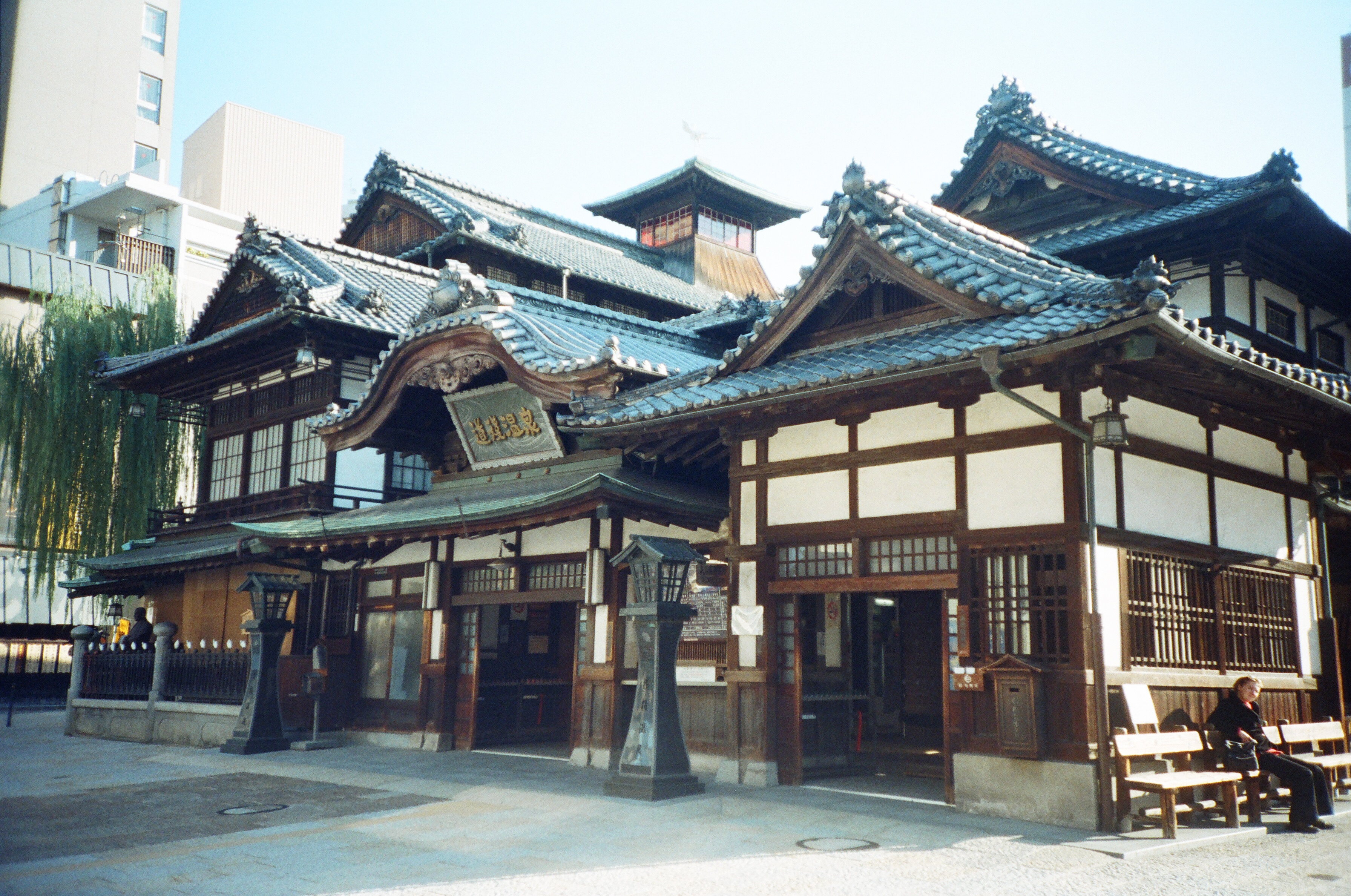
道後溫泉本館建築

道後溫泉本館為位於日本愛媛縣松山市道後溫泉的一間溫泉共同浴場，又稱為少爺湯。為1894年所建，現被列為「國家重要文化財」，並成為道後溫泉地區的象徵。

## 建築

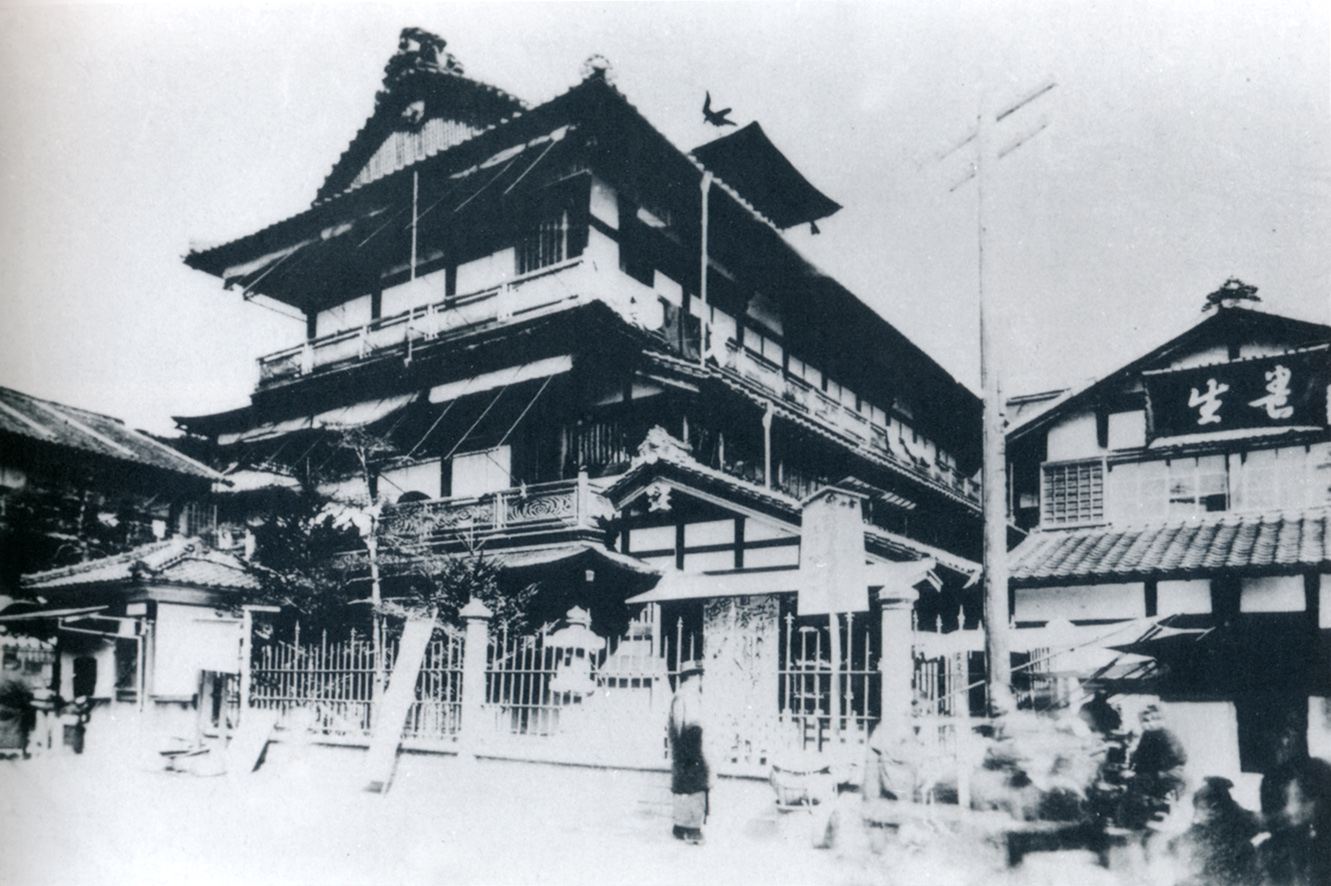
1894年拍攝的道後温泉本館建築

「道後温泉本館」包括以下六棟，其中前四棟屬於國家重要文化財：
- 神之湯本館棟 - 建於1894年，建築面積193.31平方公尺，由坂本又八郎設計監造，為三層樓建築，一樓為更衣室，二樓為大廳，三樓為客房。三樓西北側的房間曾經由夏目漱石使用過，又被稱作「少爺之間」。
- 又新殿・靈之湯棟 - 建於1899年建立，建築面積187.71平方公尺，同樣由坂本又八郎設計監造。作為皇族泡湯專用，二樓為「玉座之間」。
- 玄關棟 - 建於1924年，建築面積15.56平方公尺。
- 南棟 - 建於1924年，建築面積187.71平方公尺。
- 事務棟 - 建於1935年。
- 玄關附屬入母屋棟

### 設施

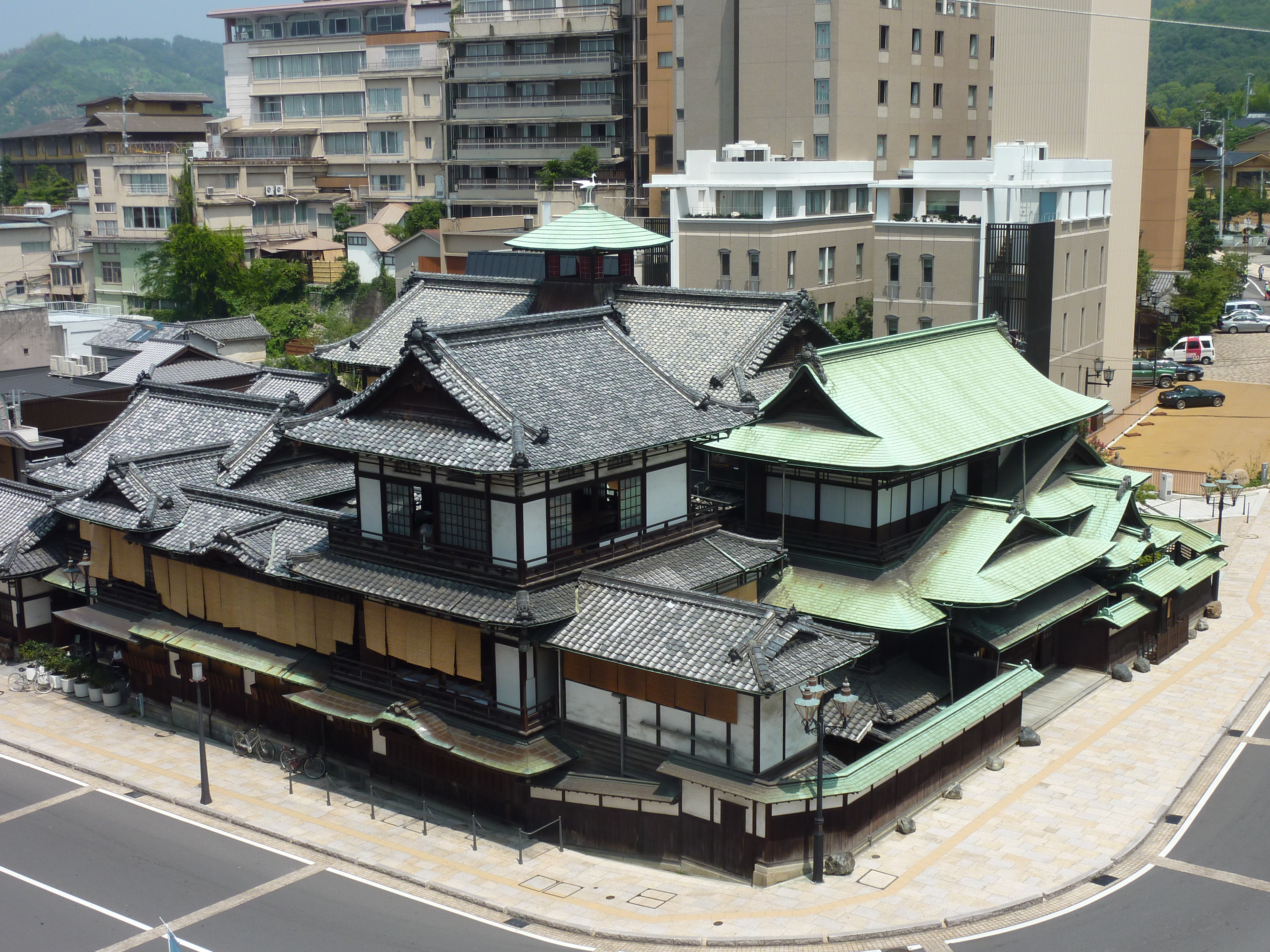
從冠山看到的本館，前方為南棟，後方為神之湯本館棟、右為又新殿・靈之湯棟

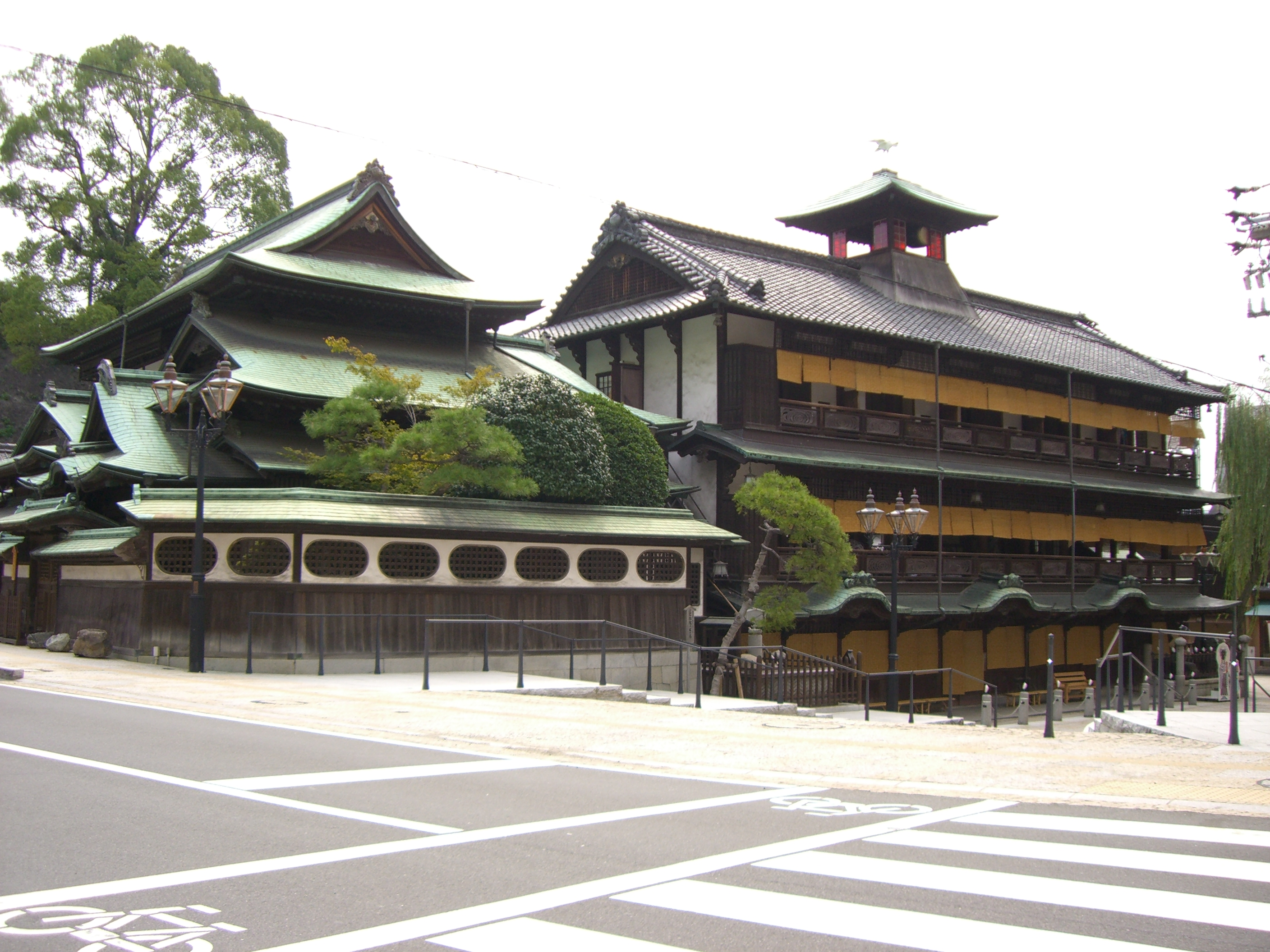
左方為又新殿・靈之湯棟，又方為神之湯本館棟。神之湯本館棟上的塔屋稱為「振鷺閣」。

- 浴場
一樓為「神之湯」、二樓為「靈之湯」。
- 振鷺閣
為擊太鼓的地方，每天早上六點、中午十二點、傍晚六點皆會擊鼓。1996年被環境廳列為日本音風景百選。
- 又新殿
日本唯一的皇室専用浴場。
- 少爺之間

內部陳列有夏目漱石之資料，「神之湯階下」的使用者可參觀。

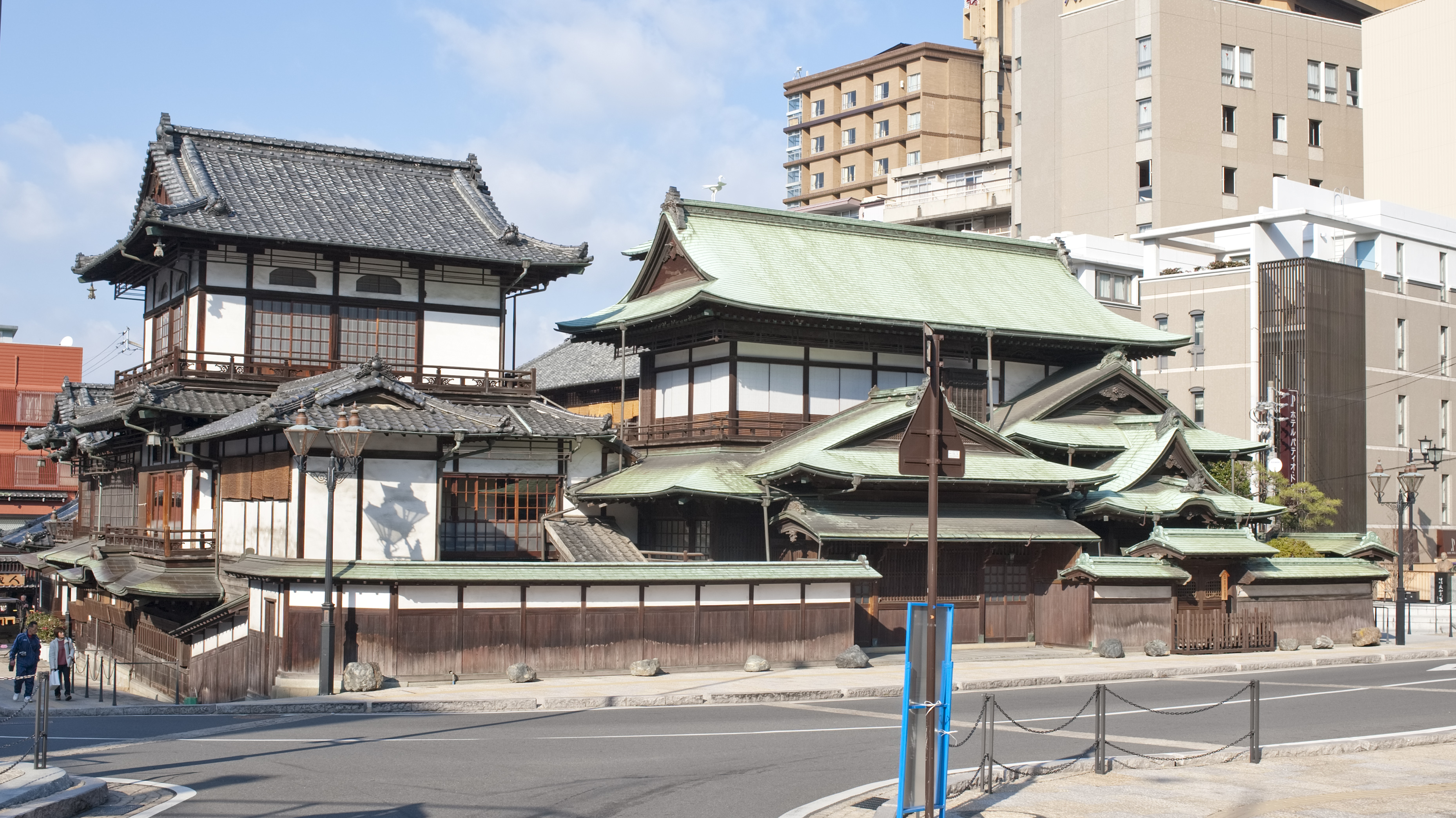
左為南棟，右為又新殿・靈之湯棟，又新殿・靈之湯棟前為御成門和袖塀。
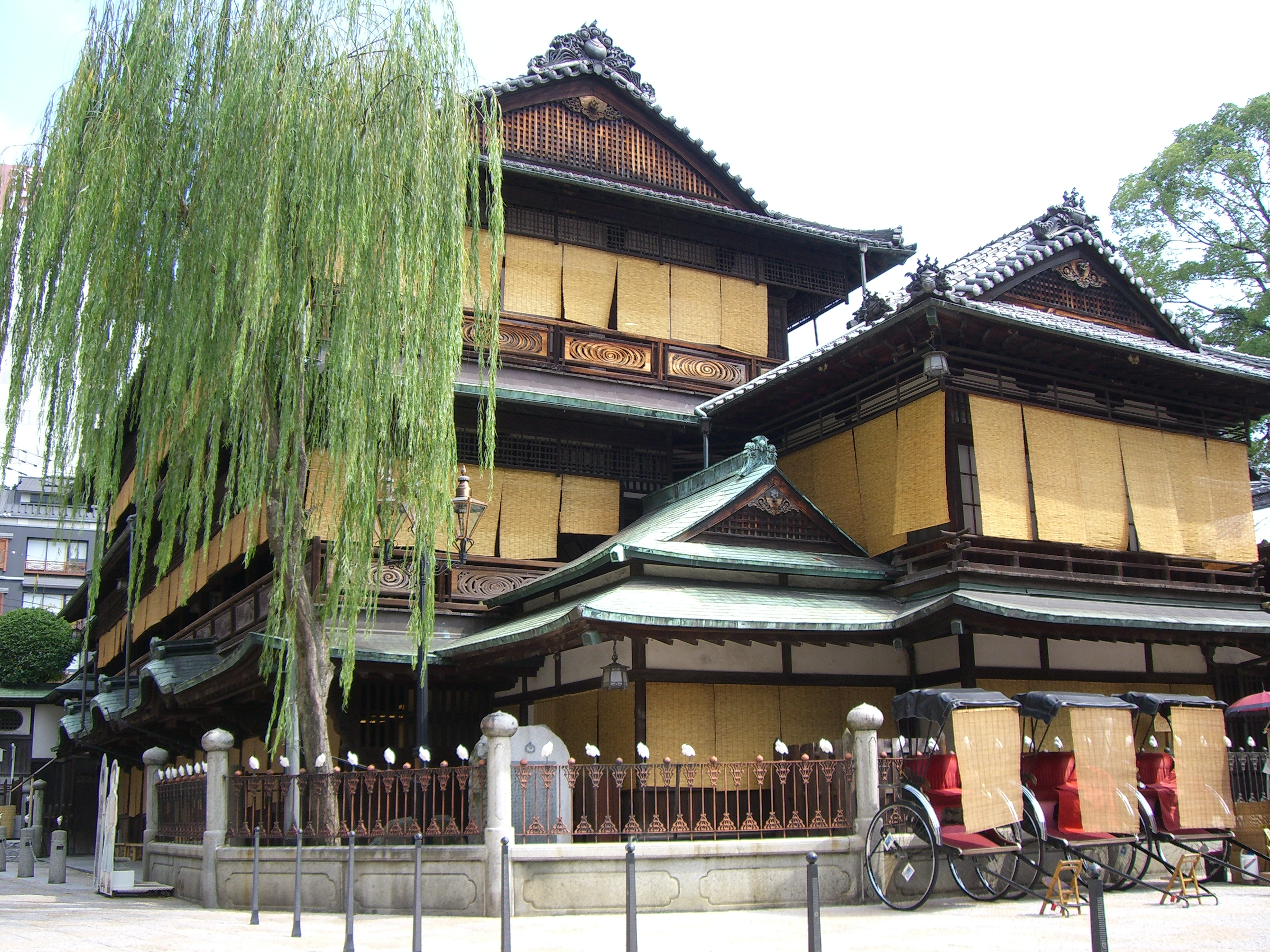
左為神之湯本館棟，右為事務棟。
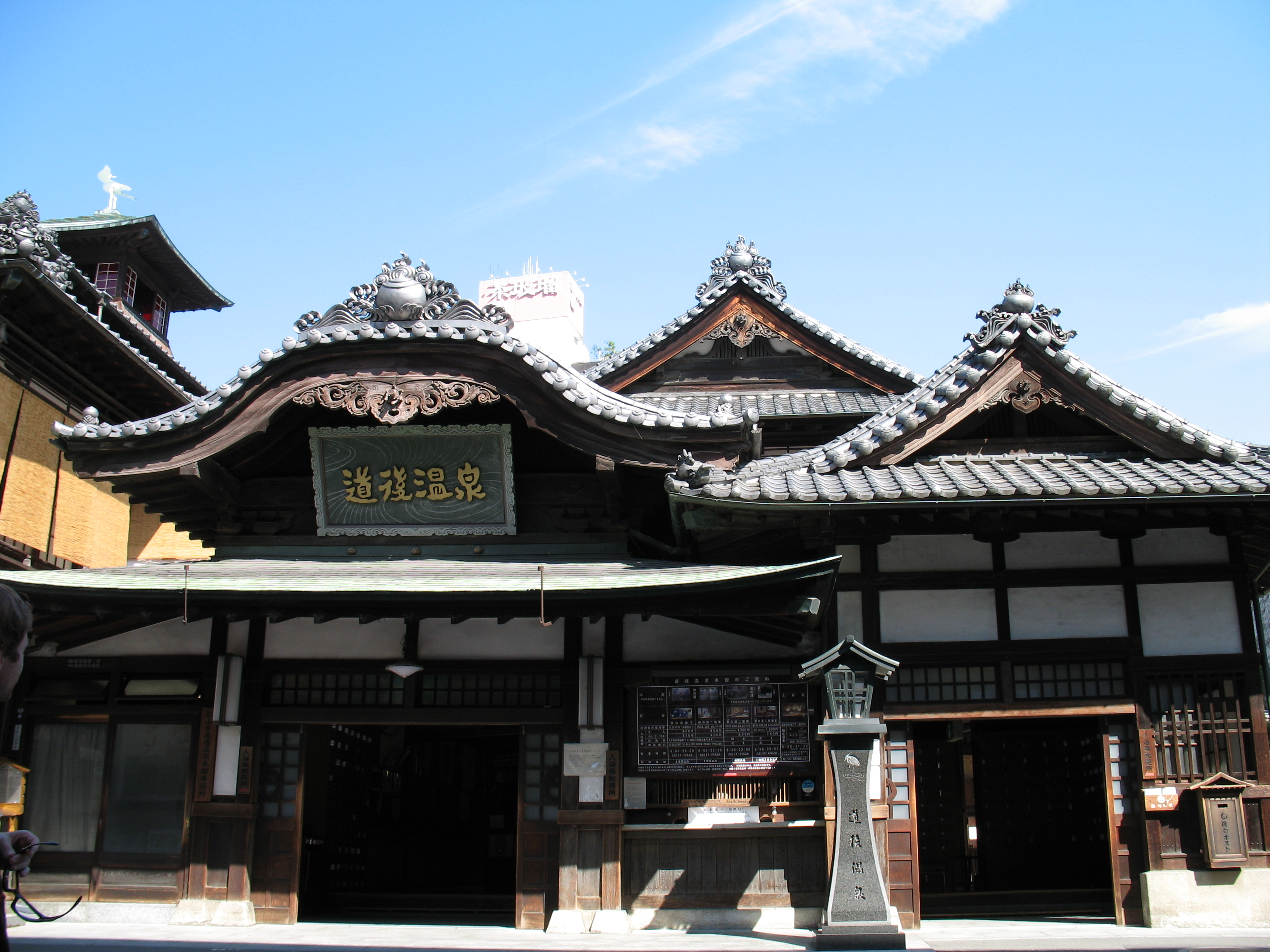
玄關棟。左為唐破風玄關，右為入母屋玄關。

## 夏目漱石漱石與本館
作家夏目漱石在松山中學擔任英語教師期間，正好經歷1894年本館完成，夏目漱石便在小說『少爺』中以本館為藍本創作了小說中的溫泉「住田」。

## 「油屋」的原型
本館被認為是宮崎駿的動畫電影神隱少女中的「油屋」的參考原型之一。

## 外部連結
- （日語） 道後温溫旅館公會 （页面存档备份，存于）
- （日語） 松山市/道後溫泉事務所 （页面存档备份，存于）